# Jicchak Berenblum
Jicchak Berenblum (hebrejsky יצחק ברנבלום, ‎26. srpna 1903 – 18. dubna 2000) byl izraelský biochemik a emeritní profesor a vedoucí oddělení experimentální biologie ve Weizmannově institutu věd. Zabýval se biologickými a metabolickými aspekty leukemogeneze a karcinogeneze, jejíž základní mechanismy jako první popsal.

## Biografie

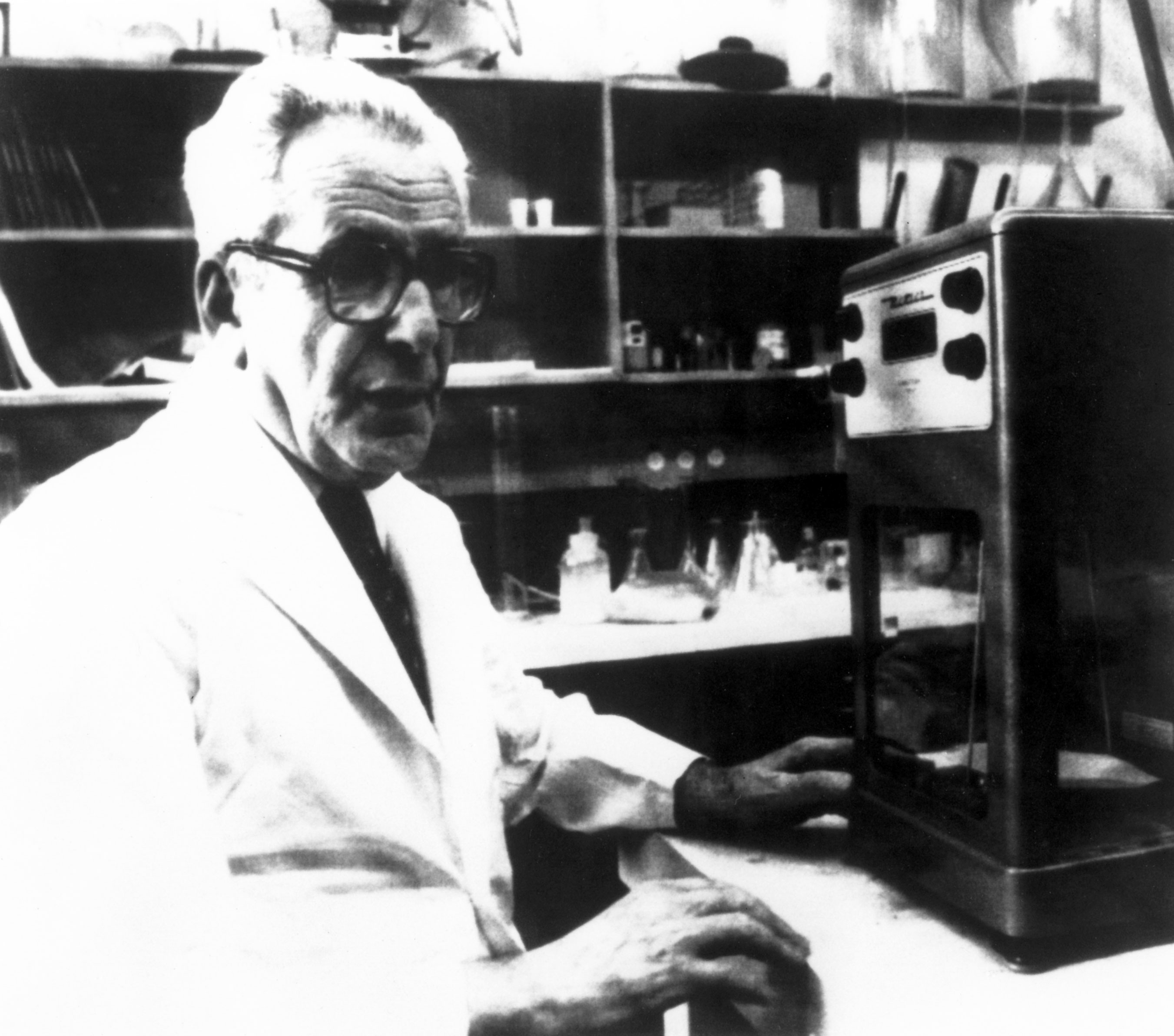
Jicchak Berenblum

Narodil se v Białystoku v carském Rusku (dnešní Polsko) a jako tříleté dítě se v důsledku protižidovského pogromu s rodinou přestěhoval do Belgie. Tam žil s rodiči osm let v Antverpách, kde vystudoval základní školu. Již v roce 1914 se však Berenblumovi v důsledku vpádu německé armády během první světové války opět stěhovali, tentokráte do Anglie, kde Jicchak studoval na gymnáziu v Bristolu. V roce 1920 zahájil svá vysokoškolská studia na univerzitě v Leeds. O tři roky později dokončil s vyznamenáním studium bakalářského oboru fyziologie a biochemie (BSc.) a po následujících třech letech úspěšně zakončil magisterský obor chemie (M.B. a Ch.B.). V roce 1930 získal opět s vyznamenáním doktorát z medicíny (M.D.) a v roce 1936 pak titul MSc.
V letech 1927 až 1936 byl výzkumným pracovníkem oddělení experimentální biologie a výzkumu rakoviny na univerzitě v Leeds. Po dokončení studií nastoupil v roce 1936 na Sir William Dunn School of Pathology při Oxfordské univerzitě, kde pracoval až do roku 1949. Během této doby stál v letech 1938 až 1948 v čele britského Centra pro výzkum rakoviny. V roce 1948 nastoupil do National Cancer Institute v Bethesdě ve Spojených státech, kde působil až do svého odchodu do Izraele v roce 1950.
V Izraeli stanul v čele oddělení experimentální biologie ve Weizmannově institutu věd v Rechovotu, které vedl v letech 1950 až 1971. V téže době (1951–1971) rovněž přednášel o onkologii na Hebrejské univerzitě v Jeruzalémě. Jako hostující profesor působil ve Spojených státech šest měsíců na University of Texas MD Anderson Cancer Center (1966) a v John E. Fogarty International Center (1971). V roce 1971 byl emiritován.
Ve svém výzkumu se zabýval biologickými a metabolickými aspekty leukemogeneze a karcinogeneze, jejíž základní mechanismy jako první popsal. Ve svém výzkumu z roku 1941 ukázal, že chemicky navozená karcinogeneze probíhá ve třech samostatných a nezávislých procesech, kterými jsou iniciace, promoce a latence (initiation, promotion a latency).
Za svůj výzkum obdržel řadu vědeckých cen. Šlo například o Izraelskou cenu (1974), Weizmannovu cenu (1959), Rothschildovu cenu (1966), Bertnerovu cenu (1978) Alfred P. Sloan, Jr. Award udílenou General Motors
Cancer Research Foundation či Medal for Cancer Research. Mimo to se stal členem řady učených společností, včetně World Academy of Art and Science, New York Academy of Sciences či Izraelské akademie věd (1959).
Byl ženatý a s manželkou Doris L. Bernsteinovou (1904–1985) měl dvě dcery, Tircu a Chanu.